# Скотс Корнерс (Њујорк)
Скотс Корнерс (енгл. Scotts Corners) насељено је место без административног статуса у америчкој савезној држави Њујорк.

## Демографија
По попису из 2010. године број становника је 711, што је 87 (13,9%) становника више него 2000. године.
| Група             | 2000.       | 2010.       |
| Белци             | 587 (94,1%) | 644 (90,6%) |
| Афроамериканци    | 5 (0,8%)    | 8 (1,1%)    |
| Азијати           | 10 (1,6%)   | 7 (1,0%)    |
| Хиспаноамериканци | 13 (2,1%)   | 44 (6,2%)   |
| Укупно            | 624         | 711         |